# Giovanni Evangelisti
Giovanni Evangelisti (Rimini, 11 settembre 1961) è un ex lunghista italiano, medaglia di bronzo ai Giochi olimpici di Los Angeles 1984.

## Biografia
I suoi più grandi risultati sono il bronzo olimpico alle Olimpiadi di Los Angeles del 1984, il bronzo europeo a Stoccarda nel 1986 e tre medaglie di bronzo ai campionati mondiali indoor.
Ha vestito per 59 volte la maglia azzurra dal 1980 al 1994, partecipando a tre Olimpiadi (Los Angeles, Seoul e Barcellona), tre Mondiali (Helsinki 1983, Roma 1987, Tokyo 1991) e quattro campionati europei (Atene 1982, Stoccarda 1986, Spalato 1990 e Helsinki 1994).
È stato il primo atleta italiano a superare gli otto metri nel salto in lungo ed è stato detentore del record italiano (che ha migliorato per otto volte) fino a portarlo a 8,43 metri, prestazione ottenuta a San Giovanni Valdarno il 16 maggio 1987. Il suo record è stato migliorato da Andrew Howe il 30 agosto 2007 nel corso dei Campionati mondiali di Osaka, con la misura di 8,47 metri.

### Il "giallo" del bronzo di Roma
Ai mondiali di atletica del 1987 di Roma si piazzò al terzo posto, ma poi si scoprì che la misurazione del salto che gli garantiva la medaglia di bronzo era stata truccata da alcuni giudici.
Uno di questi, durante una pausa per una premiazione, collocò il prisma ottico (riferimento per l'apparecchio di misurazione) nella sabbia sulla misura di 8,33 m e la fece rilevare dallo strumento. Dopo il salto, accortisi che la misura non era sufficiente per la medaglia di bronzo, non fu trasmessa al computer a bordo pedana ma indicata a voce in 8,38. Per essere sicuri che non venisse rimisurata, il segretario nazionale dei giudici entrò nella buca e calpestò i segni del salto. Il giudice internazionale era stato distratto dal segretario nazionale Fidal che lo aveva fatto spostare nella pedana del salto con l'asta. Le misure di altri atleti vennero "accorciate" di parecchi centimetri.
Grazie all'attenzione di alcuni altri giudici presenti e dopo una serie di indagini e alla visione di alcune immagini televisive, il risultato venne corretto e l'atleta - che molti concordano nel ritenere ignaro della vicenda, da leggersi più in chiave di una manovra promozionale del mondo dell'atletica in vista dell'imminente rinnovo del Coni - fu declassato di un posto. In un'intervista del 2019 il saltatore tornerà sull'argomento dichiarando che "a qualcuno venne l'idea di farmi un regalo, per compensare gli aiutini al doping che altri atleti italiani avevano avuto e continuavano ad avere".

## Palmarès
| Anno | Manifestazione          | Sede         | Evento         | Risultato | Prestazione | Note |
| ---- | ----------------------- | ------------ | -------------- | --------- | ----------- | ---- |
| 1982 | Europei indoor          | Milano       | Salto in lungo | Bronzo    | 7,83 m      |      |
| 1982 | Europei                 | Atene        | Salto in lungo | 6º        | 7,89 m      |      |
| 1983 | Mondiali                | Helsinki     | Salto in lungo | 18º (q)   | 7,70 m      |      |
| 1984 | Giochi olimpici         | Los Angeles  | Salto in lungo | Bronzo    | 8,24 m      |      |
| 1985 | Mondiali indoor         | Parigi       | Salto in lungo | Bronzo    | 7,88 m      |      |
| 1986 | Europei                 | Stoccarda    | Salto in lungo | Bronzo    | 7,92 m      |      |
| 1987 | Mondiali indoor         | Indianapolis | Salto in lungo | Bronzo    | 8,01 m      |      |
| 1987 | Europei indoor          | Liévin       | Salto in lungo | Argento   | 8,26 m      |      |
| 1987 | Mondiali                | Roma         | Salto in lungo | 4º        | 8,19 m      |      |
| 1988 | Europei indoor          | Budapest     | Salto in lungo | Bronzo    | 8,00 m      |      |
| 1988 | Giochi olimpici         | Seul         | Salto in lungo | 4º        | 8,08 m      |      |
| 1990 | Europei                 | Spalato      | Salto in lungo | 7º        | 7,93 m      |      |
| 1991 | Mondiali indoor         | Siviglia     | Salto in lungo | Bronzo    | 7,93 m      |      |
| 1991 | Mondiali                | Tokyo        | Salto in lungo | 7º        | 8,01 m      |      |
| 1991 | Giochi del Mediterraneo | Atene        | Salto in lungo | Bronzo    | 7,89 m      |      |
| 1994 | Europei                 | Helsinki     | Salto in lungo | 13º (q)   | 7,80 m      |      |

## Altre competizioni internazionali
1991
- Bronzo in Coppa Europa ( Francoforte sul Meno) - 7,76 m

1993
- Oro in Coppa Europa ( Roma) - 8,04 m

## Campionati nazionali
1987
- Oro ai campionati italiani assoluti indoor, salto in lungo - 7,84 m